# Neoseiulus neoaurescens
Neoseiulus neoaurescens är en spindeldjursart som först beskrevs av Moraes och Mesa 1988.  Neoseiulus neoaurescens ingår i släktet Neoseiulus och familjen Phytoseiidae. Inga underarter finns listade i Catalogue of Life.